# F. W. Berwick & Co.
F. W. Berwick & Co. Ltd war ein britischer Hersteller von Automobilen und Flugzeugen.

## Unternehmensgeschichte

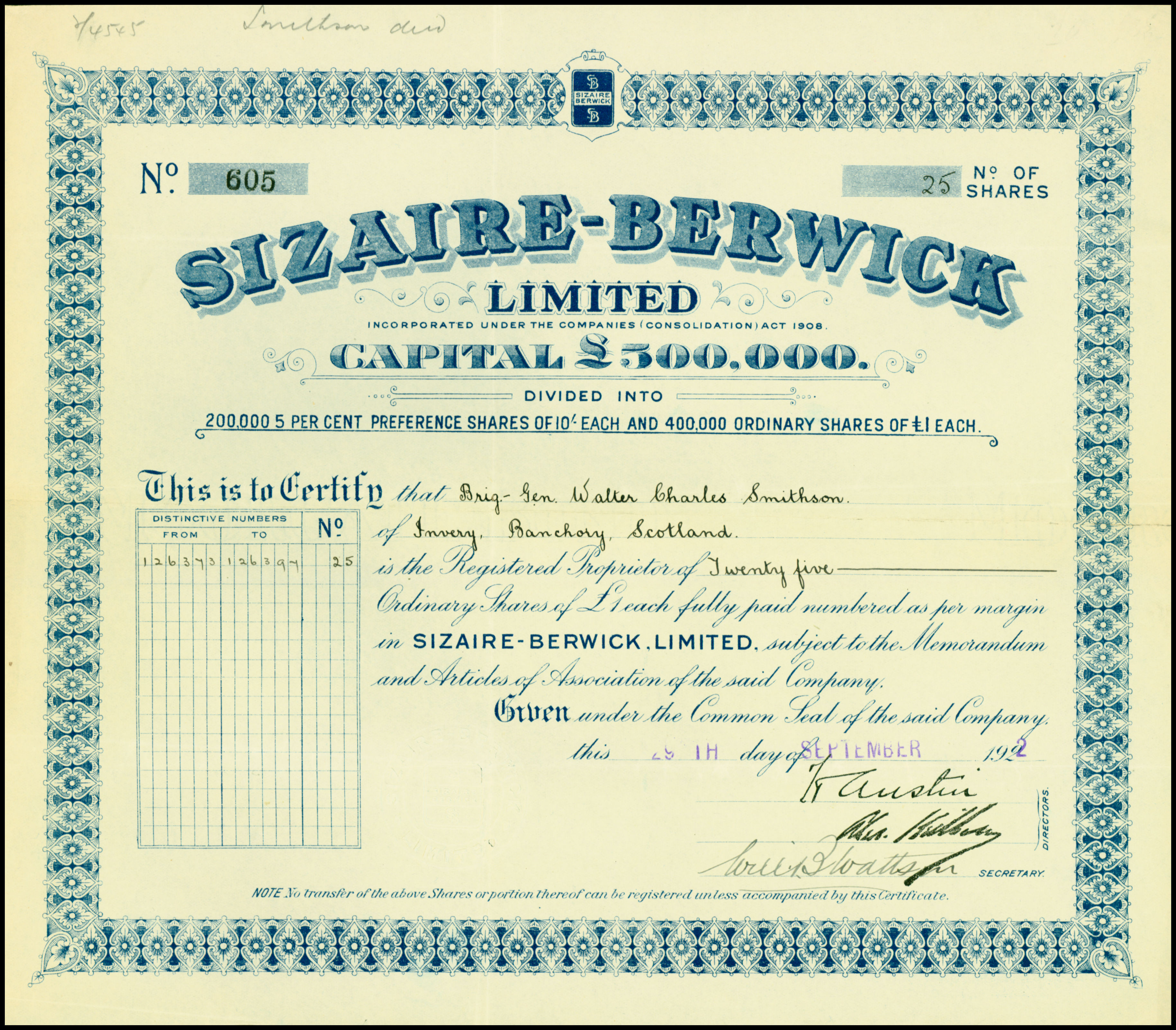
Aktie der Sizaire-Berwick Ltd vom 29. September 1922

1912 gründete Frederick William Berwick das Unternehmen im Londoner Stadtteil Park Royal und vertrieb in dem Jahr Autos unter dem Markennamen GN. Außerdem war er ab 1913 an der Société Nouvelle des Autos Sizaire im französischen Courbevoie beteiligt. Während des Ersten Weltkriegs beschäftigte er 5800 Mitarbeiter und stellte Flugzeuge her. Eine Quelle gibt an, dass es Flugzeuge für De Havilland (damals noch Airco) waren. Eine andere Quelle nennt Flugzeuge und Flugmotoren nach einer Lizenz von Gnôme et Rhône. 1920 begann die Produktion von Automobilen. Der Markenname lautete Sizaire-Berwick. Ende 1922 verließ Berwick das Unternehmen, das daraufhin von zwei Direktoren der Austin Motor Company geleitet wurde. Nun bildeten Austin-Fahrzeuge die Basis. 1925 endete die Produktion. Insgesamt entstanden etwa 250 Fahrzeuge.

## Fahrzeuge

### GN
Diese Fahrzeuge waren nicht identisch mit den Fahrzeugen von G.N. Es handelte sich um wesentlich größere Fahrzeuge. Ein wassergekühlter Vierzylindermotor mit 3308 cm³ Hubraum trieb die Fahrzeuge an. Das Getriebe verfügte über vier Gänge. Eine Quelle gibt an, dass das Fahrzeug damals als britischen Ursprungs bezeichnet wurde, kann aber trotzdem nicht ausschließen, dass es sich um ein Importmodell handelte.

### Sizaire-Berwick
Das Modell 25/50 HP war das erste, größte und auflagenstärkste Modell. Der wassergekühlte Vierzylindermotor mit 95 mm Bohrung und 160 mm Hub hatte 4536 cm³ Hubraum und leistete 65 PS. Der Motor war vorne im Fahrzeug montiert und trieb über eine Kardanwelle die Hinterachse an. Bei einem Radstand von 3581 mm und einer Spurbreite von 1448 mm war die Karosserie 4902 mm lang.
Der 13/26 HP aus der Zeit von 1923 bis 1924 hatte einen Vierzylindermotor mit 1661 cm³ Hubraum. Er basierte auf dem Austin 12. Der 23/46 HP der gleichen Zeit hatte ebenfalls einen Vierzylindermotor, aber 3601 cm³ Hubraum. Die Basis bildete der Austin 20. Ihre Radstände betrugen 2845 mm bzw. 3302 mm.
Das einzige Modell mit einem Sechszylindermotor war der 26/52 HP von 1923. 81,5 mm Bohrung und 102 mm Hub ergaben 3193 cm³ Hubraum. Sein Fahrgestell erreichte fast die Maße des 25/50 HP.
Letztes Modell war der 15 von 1925. Sein Motor hatte 1996 cm³ Hubraum.
Ein erhalten gebliebener 25/50 HP von 1923 mit dem britischen Kennzeichen XP 7914 wurde 2004 durch Bonhams für 44.264 Euro versteigert.